# Liste der mexikanischen Kinofilme 1922
Die Liste der mexikanischen Kinofilme des Jahres 1922 führt alle in diesem Jahr in Mexiko gedrehten Langfilme auf. Insgesamt gab es in diesem Jahr 14 mexikanische Produktionen. Die in dieser Liste aufgeführten Informationen basieren auf David E. Wilts Buch „The Mexican Filmography 1916 through 2001“, der die vollständigste Filmographie für Mexiko vorgelegt hat.

## Legende
- Titel: Nennt soweit vorhanden den offiziellen deutschen Filmtitel, andernfalls den spanischen Originaltitel.
- Regisseur: Nennt den Regisseur oder die Regisseure des Films.
- Genre: Nennt die Genrezuordnung.
- Darsteller: Nennt drei Hauptdarsteller.
- Besonderheiten: Führt Besonderheiten und Hintergründe zum Film auf.

## Filmliste
| Titel                                  | Regisseur                | Genre                      | Darsteller                                               | Besonderheiten |
| -------------------------------------- | ------------------------ | -------------------------- | -------------------------------------------------------- | --- |
| Amor                                   | Froylán H. Torres        | Melodrama                  | Sara Chacób; Juan Marquina; Judith M. Cuéllar            | |
| Bolcheviquismo                         | Pedro J. Vázquez         | Filmkomödie                | Luis Márquez; Nanette Noriega; Alfredo Palacios          | Es ist nicht sicher, ob der Film veröffentlicht wurde. Jedoch liegt Material vor, das eine Veröffentlichung nahelegt. Der Plot ist nicht bekannt, es scheint sich aber um eine Komödie mit sozialem Hintergrund gehandelt zu haben. |
| Fanny o el robo de los veinte millones | Manuel Sánchez Valtierra | Kriminalfilm               | María Cozzi; Ángel E. Alvarez Lira; Eduardo Urriola      | |
| Fulguración de raza                    | Eduardo Martorell (?)    | Melodrama                  | Ligia Dy Golconda; J. Snyder; A. Ayala                   | |
| El hombre mosca                        |                          |                            |                                                          | Es gibt keine weiteren Informationen. Vielleicht war der Film kein Langfilm. Eventuell handelte es sich um eine Dokumentation. |
| El hombre sin patria                   | Miguel Contreras Torres  | Melodrama; Abenteuerfilm   | Miguel Contreras Torres; Carmen Bonifant; Irma Domínguez | Einer der ersten Filme über Mexikaner in den Vereinigten Staaten. |
| Luz de redención                       | Rafael Trujillo          | Melodrama                  | Amalia Rufino; Raquel Ruanova; Carolina Rufino           | |
| Llamas de rebelión                     | Adolfo Quezadas          | Revolutionäres Filmdrama   | Alfonso Labat; Josefína López; Eleazar Reína             | |
| Magdalena                              | Rafael Trujillo          |                            | María Rodriguez; Billie Slude; Joaquin López             | |
| La puñnalada                           | Rafael Trujillo          | Melodrama                  | Raquel Ruanova; Miguel Wimer; Dolores G. Rebolledo       | |
| Sacrificio por amor                    | Francisco García Urbizu  | Kostümfilm                 | Carmen Mariscal; Manuel Sánchez Valtierra; Luis Alcalá   | |
| El señor alcalde                       | Enrique Castilla         | Melodrama; Ranchera        | Enrique Castilla; Rutila Urriola; Eduardo Urriola        | Basierte auf einer Geschichte, die einen Schreibwettbewerb der Zeitung El demócrata gewonnen hatte. |
| Traviesa juventud                      | Francisco García Urbizu  | Filmkomödie; Melodrama (?) |                                                          | |
| El último sueño                        | Jesús H. Abitia          | Filmdrama; Phantasyfilm    | Alberto Bell; Jorge Bell; Oscar Bell                     | |